# 紀元前831年
紀元前831年（きげんぜん831ねん）は、西暦による年。

## 他の紀年法
- 干支 : 庚午
- 中国
  - 周 - 共和11年
  - 魯 - 真公25年
  - 斉 - 武公20年
  - 晋 - 釐侯10年
  - 秦 - 秦仲14年
  - 楚 - 熊厳7年
  - 宋 - 釐公28年
  - 衛 - 釐侯24年
  - 陳 - 釐公元年
  - 蔡 - 夷侯7年
  - 曹 - 幽伯4年
  - 燕 - 恵侯34年
- 朝鮮
  - 檀紀1503年
- ユダヤ暦 : 2930年 - 2931年
- アッシリア暦 : 3920年
- 人類紀元 : 9170年

## 死去
- 宋の釐公